# Regina Ice
Regina Ice (Bucarest, Rumanía; 11 de octubre de 1984) es una actriz pornográfica rumana retirada.

## Biografía
Regina Ice, nombre artístico de Maria Iscusitu, nació en la ciudad de Bucarest, en Rumanía, en octubre de 1984. Después de terminar la escuela secundaria, se inscribió en la Universidad de Bucarest, donde empezó Lenguas Extranjeras. Después de un año de estudios, decidió abandonar la carrera y comenzó a trabajar en una gasolinera. Dos años más tarde comenzó a hacer algunos trabajos como modelo y como recepcionista en un hotel de Bucarest. En agosto de 2006 se trasladó a Budapest (Hungría) para comenzar su carrera como actriz porno.
En febrero de 2008 fue elegida "Treat of the Month" de Twistys.
En 2009 y 2010 estuvo nominada en los Premios AVN al premio a Artista femenina extranjera del año. Además, en 2010 también fue nominada al premio a la Mejor escena de sexo en producción extranjera por Eurozotic.
Algunas películas de su filmografía son Sex Carnage 2, Glamour Dolls, Orgy In Ibiza, Ritual, Twisty Treats 3 o Fuck My Throat.
En 2014 decidió retirarse, con algo más de 160 películas como actriz.

## Premios y nominaciones
| Año  | Ceremonia   | Resultado | Premio                                        | Trabajo   |
| ---- | ----------- | --------- | --------------------------------------------- | --------- |
| 2009 | Premios AVN | Nominada  | Artista femenina extranjera del año           | —         |
| 2010 | Premios AVN | Nominada  | Mejor escena de sexo en producción extranjera | Eurozotic |
| 2010 | Premios AVN | Nominada  | Artista femenina extranjera del año           | —         |